# 매사추세츠만 식민지

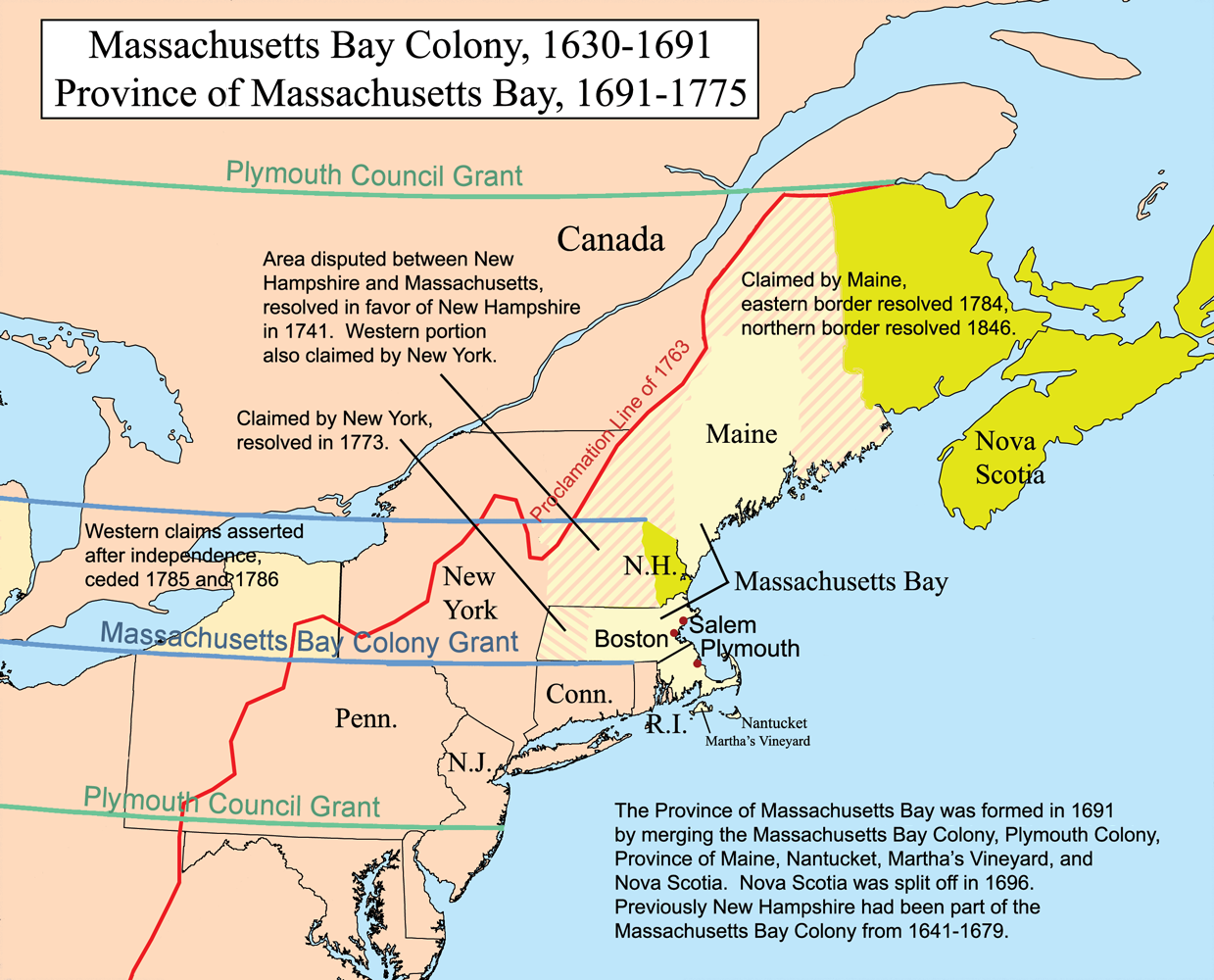
매사추세츠만 식민지

매사추세츠만 식민지(Massachusetts Bay Colony)는 17세기에 북미 동해안에 영국이 세운 식민지이다. 뉴잉글랜드에 속하며, 오늘날의 세일럼과 보스턴을 중심으로 하고 있었다. 그 지역은 현재 미국 50개 주 중 하나인 매사추세츠주가 되었다.

## 초기 개척
북미 동해안에 최초의 영구 잉글랜드 거주지를 개척하려는 계획은 잉글랜드의 국왕 제임스 1세가 두 개의 합자회사를 만든 1606년 말부터 시작되었다. 런던 회사는 남부 지역을 담당하였고, 제임스타운 거주지를 개척하였다. 플리머스 회사는 페르디난드 조지 경의 지도 하에 오늘 날의 뉴잉글랜드를 포함하여 북부 지역을 담당하여 1607년 오늘 날의 메인주에 팝햄 식민지를 개척하였다. 이러한 개척은 120명 규모로는 극한의 어려움이라는 것이 증명되었고, 개척민들은 1년 후에 그곳을 포기해야 했다.
1620년 11월에 필그림즈 무리가 플리머스 식민지를 개척하였다. 비록 이 거주지는 엄청난 역경을 겪었지만, 약간의 이익을 올릴 수 있었다. 이것은 잉글랜드에서 긍정적인 평판을 가져왔다.
매사추세츠만 식민지는 영국 왕이나 회사에서 다양한 식민지 개척을 위해 칙허를 한 지역으로, 일부는 영역이 중복되어 개척되었고, 나중에 13개 식민지 영토가 구성된 적도 있었고, 식민지 집단의 일부는 매사추세츠만 식민지 역사와 직접적인 연관을 맺었다.
영국 플리머스에 있던 버지니아 회사는 1607년 버지니아 칙허의 일부로 북위 38도선에서 45도선까지 토지를 인정했다. 현재 메인주 케네벡 강 하구에 만들어진 유일한 개척지 팝햄 식민지는 1608년 버려졌다. 북위 41도선 (롱 아일랜드 사운드의 남쪽)에서 남쪽의 토지는 자매 회사인 런던의 버지니아 회사에 부여되며, 이전부터 공동으로 영토의 영유권을 주장하고 있었다.
1607년 "플리머스 회사"의 영토가 뉴잉글랜드 플리머스 위원회의 지도로 개편되었다. 잉글랜드의 왕 제임스 1세는 북위 40도선에서 48도선까지 "전체 본토를 바다에서 바다까지" 칙허를 인정했다. 여기에는 남쪽은 현재 뉴저지 중앙에서 북쪽은 뉴브런즈윅주와 노바스코샤주까지 포함되어 있었다.
이후 1620년, 영국 성공회에서 분리를 원했던 개척민 집단인 현재 필그림 파더스라는 사람들이 《메이플라워 호》를 타고 영국에서 건너와, 플리머스 위원회가 소유한 토지에 직접 플리머스 식민지를 만들었다. 필그림은 원래 버지니아주 허드슨강 유역에 갈 예정이었지만, 강력한 폭풍우 등의 이유로 플리머스로 머물게 되었다. 처음 정착한 곳이 현재의 플리머스 시가 되었다.
메이플라워 서약을 만들어 플리머스 식민지를 세운 것은 미국의 역사에서 독창적인 사건이라고 할 수 있다. 하지만 뉴잉글랜드 지역에서 인구도, 경제력도 지배적이 된 것은 매사추세츠만 식민지이고 세일럼과 보스턴의 후계자였다. 또한 1691년부터 1692년 플리머스 식민지 및 기타 인근 식민지를 합병하여, 매사추세츠만 식민지로 통합되었다.